# Inn

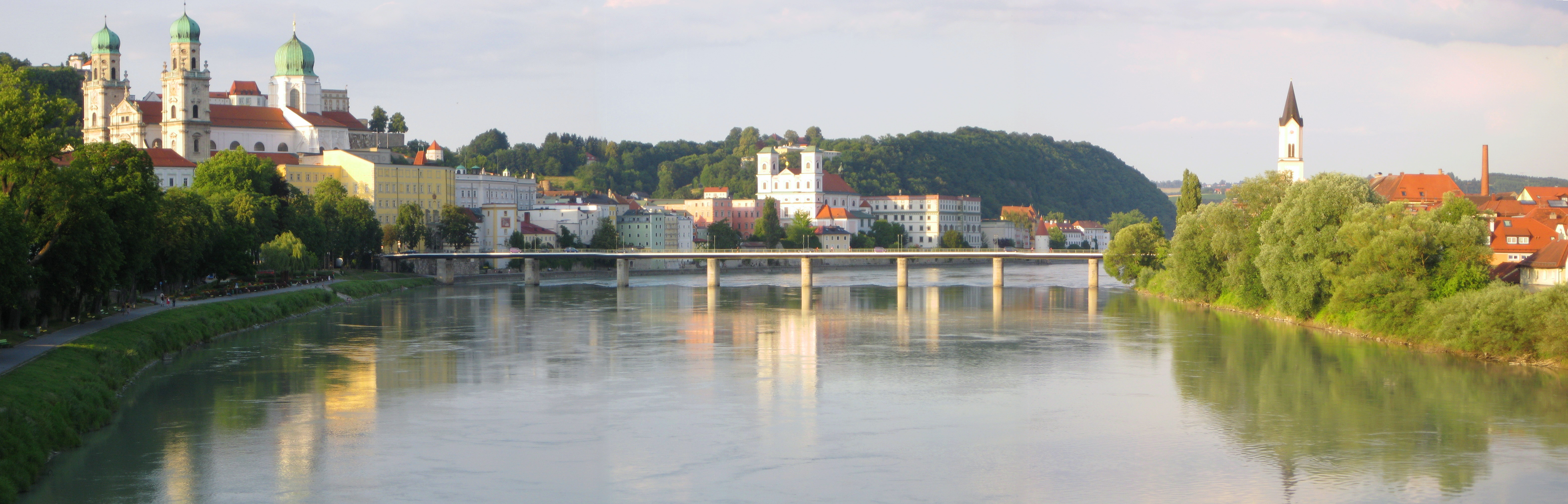
Inn i Passau mellan Altstadt och Innstadt.

Inn (rätoromanska: En) är en 525 km lång flod i Centraleuropa. Den rinner genom staden Innsbruck och rinner ut i Donau vid Passau i södra Tyskland.

## Sträckning & flöde
Inns avrinningsområde är 25 700 km² och medelvattenföringen i floden är 760 m³/s. Som högst har man uppmätt ett flöde i Inn på 4 500 m³/s. När snön och glaciärerna i Alperna smälter under sommartiden råder det högvatten i floden.

## Mänsklig användning
I Inn är vattenkraft utbyggt. Flodens största tillflöde är floden Salzach från Alperna. I den nedre dalen är vattnet starkt förorenat på grund av utsläpp från industrier, kolgruvor och oljekällor.